# Дис, Тони
Энтони Майкл Дис (англ. Anthony Michael Dees; род. 6 августа 1963, Паскагула, Миссисипи) — американский легкоатлет, специалист по барьерному бегу и спринту. Выступал за сборную США по лёгкой атлетике в 1980-х и 1990-х годах, обладатель серебряной медали Олимпийских игр в Барселоне, серебряный призёр Игр доброй воли, дважды бронзовый призёр чемпионатов мира в помещении, победитель Всемирной Универсиады и Кубка мира, пятикратный чемпион США в беге на 60 метров с барьерами в помещении.

## Биография
Тони Дис родился 6 августа 1963 года в городе Паскагула, штат Миссисипи.
Занимался лёгкой атлетикой во время учёбы в Миссисипском университете, в начале 1980-х годов успешно выступал за местную команду на различных студенческих соревнованиях.
В 1984 году в беге на 110 метров с барьерами стал седьмым на чемпионате США в Сан-Хосе и пытался пройти отбор на Олимпийские игры в Лос-Анджелесе, однако на отборочном турнире дошёл только до стадии четвертьфиналов.
В 1986 году в той же дисциплине одержал победу на турнире Penn Relays в Филадельфии.
В 1988 году пробовал отобраться на Олимпийские игры в Сеуле в беге на 200 метров и на 110 метров с барьерами, но на отборочных стартах в Индианаполисе в обоих случаях остановился в полуфиналах.
В 1989 году вместе с соотечественниками победил в эстафете 4 × 100 метров на Всемирной Универсиаде в Дуйсбурге и на Кубке мира в Барселоне.
В 1990 году на домашних Играх доброй воли в Сиэтле выиграл серебряную медаль в 110-метровом барьерном беге, уступив только титулованному соотечественнику Роджеру Кингдому.
В июле 1991 года на соревнованиях в испанском Виго превзошёл всех соперников в беге на 110 метров с барьерами и показал лучший результат мирового сезона — 13,05.
В 1992 году одержал победу на чемпионате США в помещении в Нью-Йорке, получил серебро на национальном олимпийском отборочном турнире в Новом Орлеане — тем самым удостоился права защищать честь страны на Олимпийских играх в Барселоне. На Олимпиаде в финале бега на 110 метров с барьерами финишировал вторым позади канадца Марка Маккоя и завоевал серебряную олимпийскую награду.
В 1993 году в барьерном беге на 60 метров взял бронзу на чемпионате мира в помещении в Торонто, в барьерном беге на 110 метров стал восьмым на чемпионате мира в Штутгарте.
На Олимпиаду 1996 года в Атланте не попал, поскольку на предшествовавшем чемпионате США был лишь шестым.
В 1997 году среди прочего выиграл бронзовую медаль в беге на 60 метров с барьерами на чемпионате мира в помещении в Париже.
В 1998 году бежал 110 метров с барьерами на Играх доброй воли в Нью-Йорке, показал на финише шестой результат.
В 1999 году отметился выступлением на чемпионате мира в Севилье, где в финале 110-метрового барьерного бега стал четвёртым.
В 2001 году дважды провалил допинг-тест — в пробах обнаружили следы норандростерона. Спортсмен был дисквалифицирован пожизненно, а часть его результатов в этом сезоне аннулировали.
Дис окончил Университет Турабо в Пуэрто-Рико. Впоследствии работал тренером по бегу на дорожке и кроссу в старших школах.